# Angioedem
Ángioedém je  vrsta takojšnje preobčutljivostne reakcije z oteklino podkožnega tkiva ali sluznic zaradi povečane prepustnosti kapilar, ki jo povzroči nenormalna aktivacija komplementa. Oteklina se lahko pojavi na obrazu, jeziku, v žrelu, na trebuhu, rokah ali nogah. Velikokrat ga spremlja tudi koprivnica, ki je posledica otekanja vrhnjih plasti kože. Kadar otekanja ne spremlja koprivnica, govorimo o izoliranem angioedemu. Razvije se hitro, v minutah do urah.
Vzrok nastanka angioedema je sproščanje histamina ali bradikinina. Do histaminskega angioedema pride zaradi alergijskih reakcij na primer po piku žuželke ali zaradi zaužitja določene hrane ali zdravil. Bradikininski angioedem se lahko pojavi na primer zaradi dedne bolezni  pomanjkanja zaviralca C1-esteraze, nekaterih zdravil, kot so zaviralci angiotenzin pretvarjajočega encima ali pa limfoproliferativne bolezni.

## Simptomi
Angioedem se kaže kot omejena nevtisljiva oteklina kože, podkožja ali sluznice. Najpogosteje se pojavi na ustnicah, jeziku, v žrelu, na vratu in okoli oči, lahko tudi na rokah ali nogah. V primeru angioedema, ki ga povzroči sproščanje histamina, otekanje ponavadi spremljajo srbenje in koprivnica ali celo anafilaksija.

## Vzroki in mehanizem
Angioedem lahko nastane zaradi preobčutljivostne reakcije in sproščanja histamina ter drugih vnetnih posrednikov iz mastocitov in bazofilcev (t. i. histaminski angioedem). Pri histaminskem angioedemu gre v osnovi za enako patomorfologijo kot pri kronični koprivnici, le da se dogaja v globljih plasteh kože. Praviloma se pri teh bolnikih vsaj občasno pojavljajo tudi koprivke (urtike) in srbež kože.
Angioedem je pa lahko tudi posledica kopičenja bradikinina, ki preko bradikininskih receptorjev povzroča vazodilatacijo (razširitev žil) in povečano prepustnost žilja (t. i. bradikinski angioedem). Nastane lahko na primer zaradi jemanja zdravil iz skupine zaviralcev angiotenzin pretvarjajočega encima. Angiotenzin pretvarjajoči encim ima ključno vlogo v razgradnji bradikinina, zato jemanje zaviralcev tega encima povzroči povečanje plazemske koncentracije bradikinina. Zaviralci angiotenzin pretvarjajočega encima po tem mehanizmu olajšajo nastanek angioedema pri stanjih, pri katerih se poveča tvorba bradikinina, na primer po poškodbi tkiva.

## Zdravljenje
Angioedem, ki nastane zaradi aktiviranja mastocitov (histaminski angioedem), se dobro odzove na antihistaminike, sploh pa na adrenalin, medtem ko se  bradikininski angioedem slabo odzove na adrenalin, antihistaminike in glukokortikoide.